# Nick Massie
Nick Massie (Montebello, Californië, 28 juli 1989) is een Amerikaans professioneel worstelaar. Nick was, onder zijn ringnaam Jeremy Buck, bekend in de Total Nonstop Action Wrestling (TNA).
Nick worstelt samen als tag team met zijn oudere broer Matt Massie onder de naam The Young Bucks.

## In worstelen
- Finishers
  - 450° splash

- Finishers tag team met Matt
  - Double or stereo superkicks naar één of twee opponenten respectievelijk
  - Double rope hung DDT – TNA
  - More Bang for Your Buck (Matt) gevolgd door een 450° splash (Nick) gevolgd door een moonsault (Matt)

- Signature tag team moves met Matt
  - Aided dropkick
  - Corkscrew neckbreaker by Matt onto Nick's knee
  - Crazy Dive
  - Matt powerbombs an opponent into the knees of Nick, who is seated on the top rope
  - N'Sync
  - Springboard splash (Nick) / standing moonsault (Matt) combinatie
  - Stereo 450° splashes
  - Stereo dropkicks

- Bijnaam
  - "Slick Nick"

- Entree theme
  - "MMMBop" van Hanson

## Prestaties
- Alternative Wrestling Show
  - AWS Tag Team Championship (1 keer met Matt)

- Empire Wrestling Federation
  - EWF Tag Team Championship (1 keer met Matt)

- High Risk Wrestling
  - Sole Survivor Tournament (2006)

- Pro Wrestling Destination
  - PWD Tag Team Championship (1 keer met Matt, huidig)

- Pro Wrestling Guerrilla
  - PWG World Tag Team Championship (2 keer met Matt, huidig)
  - Dynamite Duumvirate Tag Team Title Tournament (2009, 2011)

- Pro Wrestling Illustrated
  - PWI rangeerde Nick Jackson #119 van de top 500 singles worstelaars in de PWI 500 in 2010

- SoCal UNCENSORED Awards
  - Tag Team of the Year (2007, 2008, 2009) -met Matt)

- Wrestling Observer Newsletter
  - Best Wrestling Maneuver (2009) More Bang for Your Buck